# Іонний прилад
Іо́нні при́лади (газорозря́дні прилади) - прилади, наповнені інертним газом (Не, Ne, Ar, Kr, Хе), парами ртуті або воднем, дія яких заснована на проходженні електричного струму через газорозрядну плазму, що утворюється в міжелектродному просторі. Тиск газів в І. п. складає (10-44100) мм рт. ст.
За типом газового розряду, який запалюється в приладі і визначається природою електронної емісії з катода, родом газу і його щільністю, живленням розряду, розрізняють І. п. несамостійного дугового
розряду, самостійного, дугового, тліючого, іскрового і коронного розрядів. Осн. носіями струму в І. п. є, як і у вакуумних (електронних) приладах, електрони, оскільки їх рухливість значно більше, ніж рухливість іонів. Роль позитивних іонів у газовому розряді зводиться гол. чином до компенсації об'ємного заряду електронів. Така компенсація забезпечує проходження через І.п. значних струмів, що перевищують на дек. порядків струми вакуумних приладів. При цьому падіння напруги на І. п. значно менше, ніж падіння напруги на електронних приладах, а отже, ккд І. п. вище, ніж електронних. По областях застосування І. п. діляться в основному на дві групи: 
- прилади перетворювальної техніки, за допомогою яких здійснюється випрямлення змінного струму, інвертування (перетворення пост. струму в однофазний або багатофазний змінний) і перетворення частоти;
- прилади обробки та візуального відображення інформації.

І. п. перетворювальної техніки при живленні від джерела зм. напруги пропускають струм тільки при прямій напрузі, коли анод позитивний по відношенню до катода. При зворотній напрузі (коли анод від'ємний відносно катода) вони або зовсім не пропускають струму, або пропускають нікчемно малий струм. Це визначає їх вентильну властивість. В І. п. перетворювальної техніки використовуються прилади несамостійного дугового розряду - тиратрони.